# Zidani Most (gmina Trebnje)
Zidani Most – wieś w Słowenii, w gminie Trebnje. W 2018 roku liczyła 62 mieszkańców.